# لو استطاع شارع بيل التحدث
لو استطاع شارع بيل التحدث If Beale Street Could Talk هو فيلم رومانسي أمريكي من عام 2018. من كتابة وإخراج باري جينكينز، ومقتبس من رواية بنفس العنوان للكاتب جيمس بالدوين. الفيلم من بطولة كيكي لاين وستيفن جيمس وكولمان دومينغو وتيونا باريس ومايكل بيتش وديف فرانكو ودييغو لونا وبيدرو باسكال وإد سكراين وريجينا كينج. قصته تتبع فتاة أمريكية سوداء تحاول تبرئة حبيبها من التهم الموجهة أليه قبل ولادة طفلهما.
عرض الفيلم لأول مرة في مهرجان تورونتو السينمائي الدولي في 9 سبتمبر 2018 وصدر في الولايات المتحدة بتاريخ 14 ديسمبر 2018. تلقى الفيلم مراجعات إيجابية من النقاد ورشح لعدة جوائز. فاز الفيلم بجائزة جائزة غولدن غلوب لأفضل ممثلة مساعدة - فيلم لصالح ريجينا كينج.

## روابط خارجية
- لو استطاع شارع بيل التحدث على موقع IMDb (الإنجليزية)
- لو استطاع شارع بيل التحدث على موقع ميتاكريتيك (الإنجليزية)
- لو استطاع شارع بيل التحدث على موقع روتن توميتوز (الإنجليزية)
- لو استطاع شارع بيل التحدث على موقع ألو سيني (الفرنسية)
- لو استطاع شارع بيل التحدث على موقع Turner Classic Movies (الإنجليزية)
- لو استطاع شارع بيل التحدث على موقع بوكس أوفيس موجو (الإنجليزية)
- لو استطاع شارع بيل التحدث على موقع فيلمافينيتي (الإسبانية)
- لو استطاع شارع بيل التحدث على موقع قاعدة بيانات الفيلم (الإنجليزية)
- لو استطاع شارع بيل التحدث على موقع ليتربوكسد (الإنجليزية)
- لو استطاع شارع بيل التحدث على موقع كينوبويسك (الروسية)
- لو استطاع شارع بيل التحدث  في قاعدة بيانات الأفلام على الإنترنت (بالإنجليزية)